# Friedvalszky Ferenc
Friedvalszky Ferenc (Jászberény, 1878. április 2. – Jászberény, 1945. április 2.) 1918-tól 1940-ig  közel 22 évig Jászberény polgármestere volt.

## Életrajza
A Friedvalszkyak a Felvidékről kerültek a Jászságba. Jászberényben még 1751-ben telepedtek meg. Édesapja Friedvalszky Gergely földbirtokos, városi tanácsnok, édesanyja Erdős Terézia volt.
Az egyetemi tanulmányait Kolozsvárott és Budapesten végezte és 1906-ban szerezte meg jogi diplomáját. 1907-ben lett községi bíró. 1918-tól helyettes polgármester lett. Miután a regnáló Vavrik Endre (1880-1946) polgármester lemondott, a képviselő-testület többszöri gyűlés után 1918 december 12-én - megfelelő pályázó hiányában - a polgármesteri feladatok ellátásával Friedvalszky Ferencet bízta meg. Abban az időben még a városi képviselő testület nem közvetlenül választotta a mindenkori polgármestert. Így történt ez 1920-ban, 1929-ben és 1939-ben is de ekkor már pályázat alapján, Közel 22 évig vezette a várost.
Több évtizedes polgármesteri munkásságának eredménye volt a Rákóczi út kinyitása, számos közintézmény – csendőrlaktanya (ma a GAMESZ átalakított épülete), adópalota (ma a rendőrség épülete), tanítóképző épülete, posta, iskolák, borközraktár - építése. A kórházat 3 osztályú – sebészet, belgyógyászat, szülészet-nőgyógyászat – 150 ágyas korszerű kórházzá fejlesztette. Mivel a városnak nagyon rossz volt a levegője, országosan is kiemelten nagyon magas volt a tüdőbajban szenvedők aránya, ezért volt fontos a város és környékének a fásítása és a Zagyva meder tisztítása. Ehhez kapcsolódott az utak kövezése, portalanítása, amely már ebben az időszakban a lakosság részéről is komoly igényként merült fel.
Nagyon sokat dolgozott a szegényekért, olykor a napszámosok munkába állítását is személyesen intézte. Számos civil szervezetben is vezető tisztséget vállalt. Ez a kor követelménye is volt egyben a magas beosztású köztisztviselők felé. Keresztény-konzervatív szellemben szolgálta az aktuálpolitikát, de a háborúval és a zsidóüldözés erősödésével már nem értett egyet. Szolíd és visszafogott ember volt, életéről nagyon kevés cikk, híradás maradt fenn. Visszavonulása is csendesen történt, amikor 1940 májusában hat hónapi betegszabadságot kért, még valószínűleg ő sem gondolta, hogy már nem tér vissza a városházára.
Születésnapján, 1945. április 2-án halt meg.

## Emlékezete
Jászberény város képviselő testülete 2012-ben alapította a  Friedvalszky Ferenc köztisztviselői díjat.

## Díjai, elismerései
Munkája elismeréseként 1936-ban kormányfőtanácsosi címet kapott.